# وینا ملک
وینا مَلِک (انگلیسی: Veena Malik؛ زادهٔ ۲۶ فوریهٔ ۱۹۸۴) مدل، هنرپیشه و مجری تلویزیون اهل کشور پاکستان است. در نوامبر ۲۰۱۴، وی و همسرش به جرم کفرگویی به تحمل ۲۶ سال زندان محکوم شدند. اما آنها به دوبی گریختند.
از فیلم‌هایی که وی در آن نقش داشته‌است می‌توان به سوپر مدل، همه‌جا دزد هست، دل گرفتارت شده و در عدس اشاره کرد.

## جوایز
وی همچنین برنده جوایزی همچون جایزه نگار شده‌است.